# 京都府道118号勧修寺今熊野線
京都府道118号勧修寺今熊野線（きょうとふどう118ごう かんしゅうじいまぐまのせん）は、京都府京都市山科区から京都市東山区に至る一般府道である。

## 概要
京都市山科区勧修寺仁王堂町から京都市東山区今熊野宝蔵町に至る。別名、新十条通 - 滑石道（醍醐道）、滑石街道、山科街道。

### 路線データ
- 起点：京都市山科区勧修寺仁王堂町（勧修寺交差点、滋賀県道・京都府道35号大津淀線交点）
- 終点：京都市東山区今熊野宝蔵町（今熊野交差点、京都府道143号四ノ宮四ツ塚線交点）

## 路線状況

### 別名
- 新十条通
- 滑石道（醍醐道）
- 滑石街道
- 山科街道

### 道路施設

#### 橋梁
- 金ヶ崎橋（旧安祥寺川、京都市山科区）
- 射庭の上橋（旧安祥寺川、京都市山科区）

#### トンネル
- 稲荷山トンネル：延長2,537 m、2006年（平成18年）竣工、京都市山科区 - 京都市伏見区

## 地理

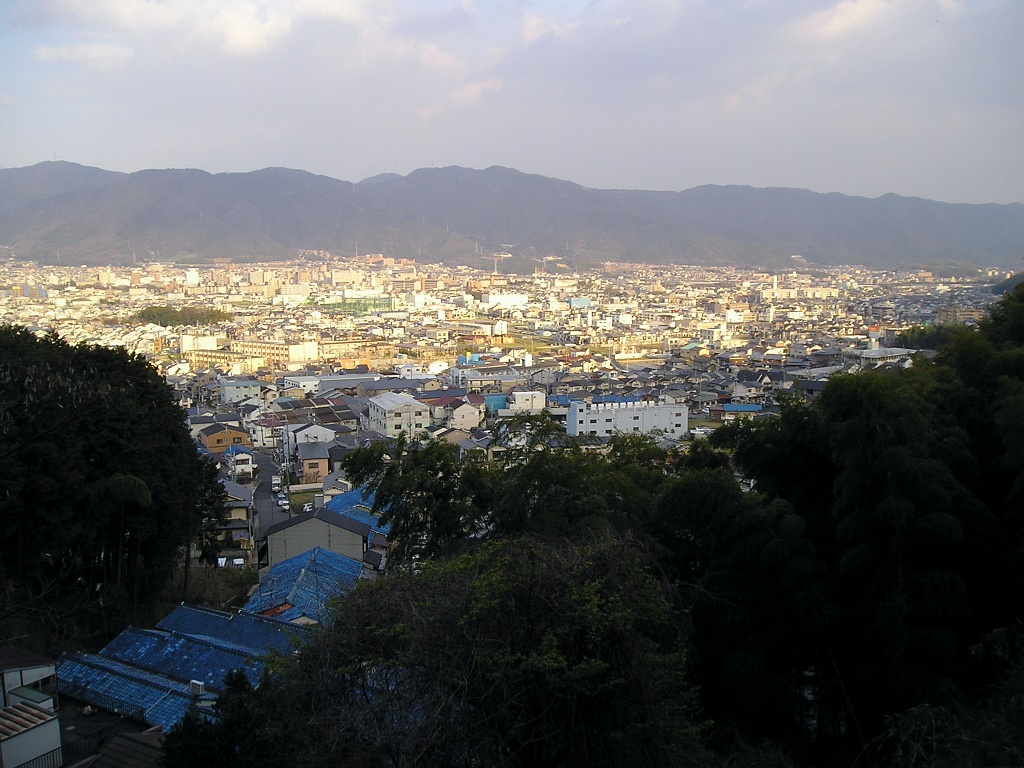
滑石道から山科盆地を望む

### 通過する自治体
- 京都市（山科区 - 伏見区 - 東山区）

### 交差する道路
| 交差する道路                                   | 市町村名 | 市町村名 | 交差する場所     | 交差する場所 |
| ---------------------------------------------- | -------- | -------- | ---------------- | --- |
| 滋賀県道・京都府道35号大津淀線                 | 京都市   | 山科区   | 勧修寺仁王堂町   | 勧修寺交差点 / 起点                                                                                               |
| 京都市道185号勧修寺日ノ岡線 / 大石街道・大石道 | 京都市   | 山科区   | 西野山射庭ノ上町 | 大石神社前交差点                                                                                                  |
| 京都府道118号勧修寺今熊野線 / 稲荷山トンネル   | 京都市   | 山科区   | 西野山桜ノ馬場町 | 8-01 山科出入口                                                                                                   |
| 京都府道143号四ノ宮四ツ塚線 / 東大路通・東山通 | 京都市   | 東山区   | 今熊野宝蔵町     | 今熊野交差点 / 終点                                                                                               |
| 新道                                           |          |          |                  | |
| 京都府道118号勧修寺今熊野線 / 現道             | 京都市   | 山科区   | 西野山桜ノ馬場町 | 8-01 山科出入口 / 稲荷山トンネル起点【北緯34度58分17.6秒 東経135度47分46.6秒 / 北緯34.971556度 東経135.796278度】 |
| 第二京阪道路                                   | 京都市   | 伏見区   | 深草藤田坪町     | 8-02 鴨川東IC |
| 京都府道143号四ノ宮四ツ塚線                    | 京都市   | 東山区   | 福稲柿本町       | 稲荷山トンネル終点【北緯34度58分49.3秒 東経135度46分4.9秒 / 北緯34.980361度 東経135.768028度】                    |

### 交差する鉄道
新道
- 奈良線
- 京阪本線

### 沿線
- 勧修寺
- 京都市立勧修小学校
- 京都勧修寺郵便局
- 山科いなり折上神社
- 洛東自動車教習所跡地
- 株式会社王将フードサービス
- 京都中央信用金庫 西野山支店
- 大石神社
- 株式会社進藤謙商店
- 池田薬刻株式会社
- 京都東山テニスクラブ
- 太閤坦カントリークラブ東山コース
- 延仁寺
- 東山洪積世植物遺体包含層
- 京都市立今熊野小学校
- 藤原沢子中尾陵
- 新熊野神社

新道
- 京阪本線 鳥羽街道駅
- 学校法人真宗大谷学園 大谷中学校・高等学校